# Епископ костајнички Стефан
Стефан Љубибратић (умро 1737. године) био је српски православни епископ далматински од 1719. до 1722. године и потом епископ костајнички од 1728. до 1737. године, са архијерејском катедром у манастиру Комоговини. Потомак је угледе породице Љубибратић.

## Епископ далматински
Стефан Љубибратић је потицао из једне од најстаријих и најугледнијих српских православних породица из Херцеговине, којој су између осталих припадали београдско-сремски митрополит Симеон Љубибратић и херцеговачки митрополит Саватије Љубибратић, који је потом био и епископ далматински. Служећи у Боки которској уз свога стрица, епископа Саватија, млади Стефан је показао знатне способности, те је стога одређен за стричевог наследника. Након Саватијеве смрти почетком 1716. године, архимандрит Стефан је преузео привремену управу над црквеним пословима у епархији. Тај положај му је био потврђен и од стране далматинског генералног провидура Анђела Ема, који је 1. августа 1716. године потврдио Стефану сва права која је уживао његов покојни стриц. Чим се указала повољна прилика, Стефана је за епископа хиротонисао српски патријарх Мојсије Рајовић на Сретење 1719. године, приликом доласка на границу Црне Горе и Бока которске. Стефанова епархија је обухватала све православне Србе у Боки которској и читавој млетачкој Далмацији.
Постављање Стефана за православног далматинског епископа узбунило је духове у Далмацији. Највише су негодовали надбискуп задарски и бискуп шибенски, који су почели да раде против епископа Стефана. Стога је млетачка државна власт наредила новом генералном провидуру Алвизу Моћенигу да епископа Стевана уклони из Далмације. Међутим, провидур је сматрао да такав корак није оправдан те стога није одмах извршио наређење. Тек када је државна ивласт издала нови налог од 5. септембра 1720. године, поновивши ранију наредбу од 25. јуна исте године, покрајинске власти у Далмацији су почеле предузимати мере притив епископа Стефана. Пуне две године трајало је одмеравање снага све док млетачки сенат није 11. априла 1722. године издао посебан дукал на основу којег је епископ Стефан морао бити уклоњен из Далмације.

## Епископ костајнички
У прво време, након 1722. године, епископ Стефан је привремено боравио у суседној Лици, будно пратећи развој прилика у Далмацији и не одричући се свог епископског положаја на који се намеравао вратити. Међутим, након неколико година се показало да му млетачке власти никада неће дозволити повратак у Далмацију. Стога се епископ Стефан придружио осталим српским епископима у Хабзбуршкој монархији, стекавши поверење митрополита Мојсија Петровића. Након смрти костајничког епископа Никанора Димитријевића, митрополит Мојсије Петровић је 1728.године одлучио да за новог костајничког епископа постави управо Стефана Љубибратића. У то време, Костајничка епархија је обухватала два географски одвојена подручја: Зринопоље, односно Банију на северу и Лику и Крбаву на југу. Као нови владика костајнички, Стефан Љубибратић је као и његови претходници званично столовао у манастиру Комоговини, али је и он чешће боравио у Костајници као најзначајнијем месту своје епархије. Саставио је 13. априла 1737. године у Костајници свој тестамент, по којем је тражио да буде сахрањен у манастиру Комоговини, у цркви поред свога брата. На положају костајничког епископа остао је све до смрти у пролеће 1737. године.